# Joachim Hans Weniger
Joachim Hans Weniger (* 22. Februar 1925 in Plauen; † 28. September 2015 in Berlin) war ein deutscher Agrarwissenschaftler und Hochschullehrer für Tierzucht.

## Leben und Wirken
Joachim Hans Weniger wurde im sächsischen Vogtland geboren und musste noch nach dem Abitur Wehrdienst im Zweiten Weltkrieg leisten. Es folgten zwei Jahre praktischer Ausbildung und dann ab 1947 das Studium der Landwirtschaftswissenschaften an den Universitäten in Jena und Halle (Saale). Nach dem Abschlussexamen als Diplomlandwirt (1951) war Weniger wissenschaftlicher Assistent, später Oberassistent am Institut für Tierzucht der Landwirtschaftlichen Fakultät der Martin-Luther-Universität Halle-Wittenberg, promovierte 1951/52 zum Dr. agr., legte 1955 in Berlin das staatliche Tierzuchtleiterexamen ab und habilitierte sich 1956 in Halle für das Fach Tierzucht.
Im Sommer 1958 wechselte er an das Institut für Tierzucht und Haustiergenetik der Georg-August-Universität Göttingen zu Prof. Fritz Haring, arbeitete 1959 als Privatdozent und ab 1962 als außerplanmäßiger Professor für Tierzuchtlehre. Im Jahre 1969 wurde Weniger ordentlicher Professor und Direktor des Instituts für Tierproduktion der Landbaufakultät der Technischen Universität Berlin in Dahlem. Hier erweiterte sich der Lehr- und Forschungsbereich auf die Tierzucht und -haltung in tropischen und subtropischen Gebieten. Außerdem hatte er Lehraufträge am Fachbereich Internationale Agrarentwicklung sowie Veterinärmedizin und betreute auch hier Promotionen.
Nach seiner Emeritierung leitete Weniger noch 1991 die Evaluierung, begleitete die Neugestaltung des vorherigen Forschungszentrums Dummerstorf und machte mit den Weg frei zur Bildung des dortigen Forschungsinstitutes für die Biologie landwirtschaftlicher Nutztiere, des heutigen Forschungsinstituts für Nutztierbiologie.

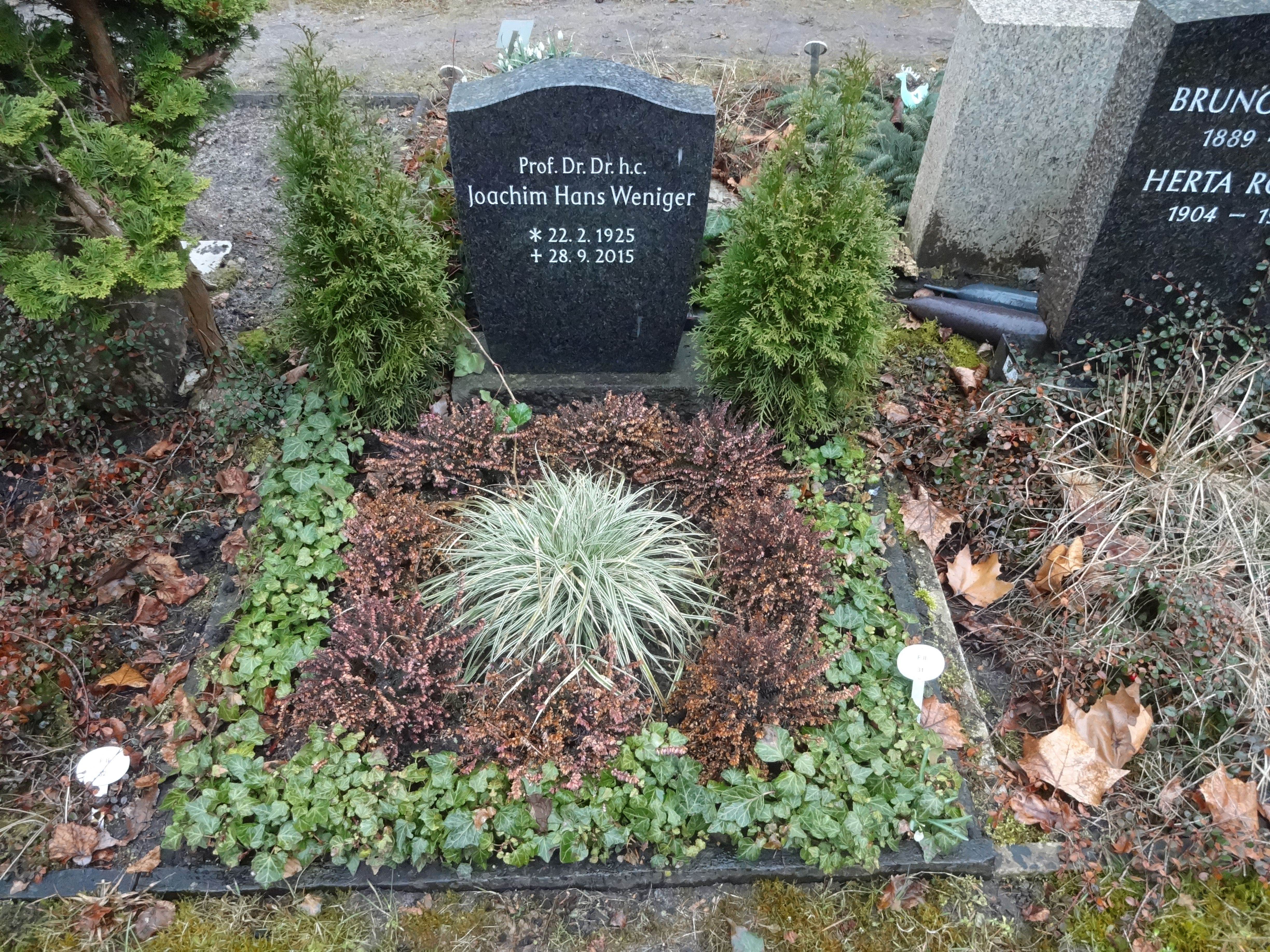
Grabstätte

Er ist auf dem Evangelischen Kirchhof Nikolassee in Berlin bestattet.

## Werke (Auswahl)
- Untersuchungen über die Mast- und Schlachtleistungen verschiedener Schweinerassen bei unterschiedlicher Fütterung sowie ihre Futterverwertung. Diss. Univ. Halle, 1951/52
- mit K. Funk: Ausschlachtungsversuche und Schlachtmethoden an Schweinen unter Berücksichtigung ihrer Fettverwertung. In: Arch. f. Tierern. 3, 1953, S. 145.
- Das Körper- und Organwachstum der Haustiere unter besonderer Berücksichtigung des Hausschweines. Habilitationsschrift. Univ. Halle, Landw. Fak. 1956
- mit Diether Steinhauf und Gerda Henrietta Margot Pahl: Muskeltopographie der Schlachtkörper. BLV, 1963.
- mit Hans Otto Gravert und Rudolf Waßmuth: Einführung in die Züchtung, Fütterung und Haltung landwirtschaftlicher Nutztiere. Parey, Hamburg/Berlin 1979.
- Untersuchungen über die Schlachtkörperqualitäten von Rindern und Schweinen in den Ländern der Europäischen Wirtschaftsgemeinschaft. Statist. Amt der Europ. Gemeinschaften, Bruxelles 1966. (deutsch/französisch)
- Beispiele deutscher Agrarforschung in den Tropen und Subtropen. ICT, Berlin 1988.
- Erzeugung tierischer Nahrungsmittel im Spannungsfeld zwischen Überschussproduktion und Nahrungsmangel. Zur Emeritierung von Prof. Joachim Hans Weniger. Berlin 1990, DNB 910943435.

## Ehrenämter und Mitgliedschaften
- 1958 Mitglied der Deutschen Gesellschaft für Züchtungskunde (DGfZ) mit folgender aktiver Mitarbeit im Hauptausschuss und anderen Gremien des Vereins
- Mitglied im Vorstand der Gesellschaft für Tierzuchtwissenschaft (GfT)
- Mitglied im Senat und Hauptausschuss der Deutschen Forschungsgemeinschaft (DFG)
- 1970–1972 Präsident der Studienkommission für Schweineproduktion der EVT
- 1972–1979 Präsident der Europäischen Vereinigung für Tierproduktion (EVT)
- 1973–1981 Vizepräsident der Weltvereinigung für Tierzucht
- 1975 Mitbegründer und Präsident der Deutsch-Japanischen Gemeinschaft für Tierproduktion
- Mitglied der Arbeitsgruppe Tropische und Subtropische Agrarforschung
- Vorsitzender des Beirats für Technologische Zusammenarbeit der TU Berlin
- Vorsitzender des Arbeitsausschusses für Tierhaltung am tropischen und subtropischen Standort der DGfZ
- Mitherausgeber der Zeitschrift „Livestock Production Science“
- Mitherausgeber des Publikationsorgans der Weltvereinigung für Tierproduktion „World Review of Animal Production“

## Würdigung
Weniger hat durch seine Tätigkeit in Halle und Göttingen schwerpunktmäßig eine objektivere Bewertung der Fleischqualität bei Rindern, Schweinen und Schafen eingeleitet. Später befasste er sich mit Belastungs- und Stressforschung an Nutztieren und dem Einfluss dieser Faktoren auf die Produktionsleistung und -qualität. In der Berliner Zeit rückten tierschutz- und nutzungsbezogene Aspekte bei den Tierhaltungsuntersuchungen in den Mittelpunkt. Durch die Einbeziehung der tropischen und subtropischen Tierproduktion in Lehre und Forschung der TU Berlin mit Studienreisen und Knüpfung vielseitiger Kontakte erwarb sich Weniger große nationale und internationale Anerkennung. Sie wird auch durch seine erfolgreiche Tätigkeit in vielen Gremien deutlich. Weniger veröffentlichte über 300 wissenschaftliche Beiträge, betreute nahezu 100 Promovenden aus den Bereichen Landwirtschaft und Veterinärmedizin und begann 1970 in Berlin die Reihe der Gemeinschaftstagungen der beiden Gesellschaften für Züchtungskunde bzw. für Tierzuchtwissenschaft, auf der jährlich etwa 100 junge Autoren eine erste Plattform für die Präsentation ihrer Forschungsergebnisse erhalten.

## Auszeichnungen und Ehrungen
- Ehrenmitglied der Akademie d’Agriculture de France (Frankreich)
- Ehrenmitglied der Societa Italiana per il progresso della Zootecnia (Italien)
- 1989: Hermann-von-Nathusius-Medaille der Deutschen Gesellschaft für Züchtungskunde[1]
- 1989: Theodor Brinkmann-Preis der Landwirtschaftlichen Fakultät der Universität Bonn[2]
- 1993: Ehrenpromotion zum Dr. agr. h. c. durch die Justus-Liebig-Universität Gießen
- 2003: Verdienstkreuz am Bande des Verdienstordens der Bundesrepublik Deutschland[3]